# Oliver Gensch
Oliver Gensch (* 17. Februar 1969) ist ein ehemaliger deutscher Fußballspieler.

## Karriere
Gensch spielte von 1988 bis 1989 für die Amateurmannschaft des FC Bayern München, bevor er vom Bundesligisten Fortuna Düsseldorf verpflichtet wurde. Dieser Wechsel wurde möglich, indem die Punk-Rock-Band Die Toten Hosen, die Anhänger der Düsseldorfer Fortuna sind, je verkauftem Ticket ihrer damaligen Konzerttournee eine D-Mark dem Fußballverein spendete. Auf diese Weise kamen 170.000 Mark zusammen, mit diesem finanziellen Betrag konnte Fortuna Düsseldorf den Vertrag mit Oliver Gensch perfekt machen. In der Saison 1989/90 kam er allerdings zu keinem Punktspiel, bestritt jedoch am 24. September 1989 das Zweitrundenspiel im DFB-Pokal, das im Rheinstadion mit 4:0 gegen den 1. FC Saarbrücken gewonnen wurde.
Über ein Leihgeschäft kam er in der Rückrunde der Spielzeit für die eine Liga tiefer spielende SpVgg Unterhaching 13 Mal zum Einsatz, wobei er elf Punktspiele in Folge bestritt. Sein Zweitligadebüt gab er am 24. Februar 1990 (24. Spieltag) beim 3:2-Sieg im Heimspiel gegen Alemannia Aachen von Beginn an. Sein erstes von zwei Toren erzielte er am 17. März 1990 (27. Spieltag) bei der 2:3-Niederlage im Auswärtsspiel gegen den SC Fortuna Köln mit dem Treffer zum 1:2 in der 36. Minute.
Danach wechselte er nach Belgien und beendete nach nur einer Spielzeit für den Zweitligisten RC Mechelen seine Fußballer-Karriere.